# DC-јев анимирани универзум
DC-јев анимирани универзум представља низ анимираних серија чија су основа суперхероји из света DC-јевих стрипова. DCAU je почео 1992. године првом епизодом серије Batman: The Animated Series, која је својом невиђеном популарношћу омогућила стварање осталих анимираних серија које припадају овом свету.
Серију Batman: The Animated Series створили су Брус Тим и Ерик Радомски, међутим само је Брус Тим остао да продуцира остале анимиране серије у DCAU, и због тога неки фанови називају DCAU и Timmverse („Тимверзум“).

## Континуитет DCAU
Континуитету DCAU припадају Batman: The Animated Series, The New Batman Adventures, Superman: The Animated Series, Justice League, Batman Beyond, Static Shock и The Zeta Project. У DCAU не спадају старе анимиране серије као што су прве авантуре Супермена и Бетмена, Super Friends, као ни најновији прикази DC-јевих јунака из анимираних серија Teen Titans, The Legion of Superheroes и The Batman.

## Филмови из DCAU
Први филм у DCAU био је Batman: The Mask of the Phantasm (1993) и он важи за једног од најквалитетнијих филмова о Бетмену због своје изразите дубине и феноменалног приказа ликова. У овом филму је приказано порекло Бетмена, а такође је приказана прошлост његовог највећег противника Џокера.
Други филм био је Batman & Mr. Freeze: SubZero (1998) са Мистер Фризом као главним Бетменовим супарником и то је био уједино и последњи филм из ере Batman: The Animated Series.
Трећи филм био је стапање три епизоде из Superman: The Animated Series и зове се The Batman/Superman Movie: World's Finest. У њему се први пут укрштају путеви два најпопуларнија DC-јева јунака: Бетмена и Супермена.
Након ових филмова изашли су Batman: Mystery of the Batwoman (2003) и Superman: Brainiac Attacks (2006) као и Batman Beyond: Return of the Joker. Недавно је објављена вест да је Warner Bros. Animation направила договор о стварању нових филмова из овог света крајем 2007. и почетком 2008. године.